# 1400 Smith Street
1400 Smith Street es un rascacielos de estilo postmoderno de 211 metros de altura situado en el downtown de Houston, Texas, Estados Unidos. El edificio tiene 50 pisos y es la 11.ª torre más alta de la ciudad. Diseñado originalmente por el estudio de arquitectura Lloyd Jones Brewer, el edificio terminó su construcción en 1983
El recinto tiene unos 110.000 m² de oficinas y está unido a un sistema de túneles que conectan peatonalmente muchos de los rascacielos del centro de la ciudad llamada "Houston tunnel system" similar a la zona "Underground City" de Montreal.
El edificio fue anteriormente, una parte del complejo Allen Center, y era conocido como Four Allen Center.
La torre era la antigua sede de Enron, una de las empresas más conocidas de América dedicadas al comercio de materias primas durante la década de 1990 y más tarde también famosa por su infame escándalo financiero en 2001.
1400 Smith Street fue originalmente conocido como Four Allen Center, tras esto Enron se asentó en Houston hasta 1985, Antes del colapso de la empresa, el gigante energético construyó un segundo edificio, similar en la calle de enfrente, conectados por una pasarela circular.
En 2006 la empresa canadiense Brookfield Properties adquirió los 110.000 m² por 120 millones de $. Al mismo tiempo Brookfield anunció que Chevron firmó un contrato de arrendamiento por todo el edificio a Brookfield en una sociedad conjunta con el grupo de capital privado Blackstone Group. Por lo que a partir de 2006 la empresa dispuso de 690.000 m² de espacio repartidos en varios edificios de oficinas en el centro de Houston, por lo que era el propietario del mayor espacio de oficinas en el distrito Downtown de negocios.
A principios de 2011 Brookfield Properties, el propietario del edificio, buscó un posible comprador. En junio de 2011 Chevron Corporation compró el edificio de Brookfield por 340 millones de $. Brookfield confirmó la venta el 24 de junio de 2011. Si Chevron no se hubiese ocupado por completo del edificio, Brookfield habría puesto el edificio en el mercado, y Holliday Fenoglio Fowler LP habría optado a su propiedad.